# Linha D do Metropolitano do Porto
 
Hospital São João ↔ Vila d'Este
Nome popular: Linha de Gaia
Tempo de viagem: 32 minutos
Melhor frequência: 5 minutos
Comprimento: 11,60 km
A Linha D ou Linha Amarela é uma das seis linhas do Metro do Porto. Faz a ligação entre o Porto e Vila Nova de Gaia e conta com 19 estações em funcionamento.

## História

### Pólo Universitário - Câmara de Gaia

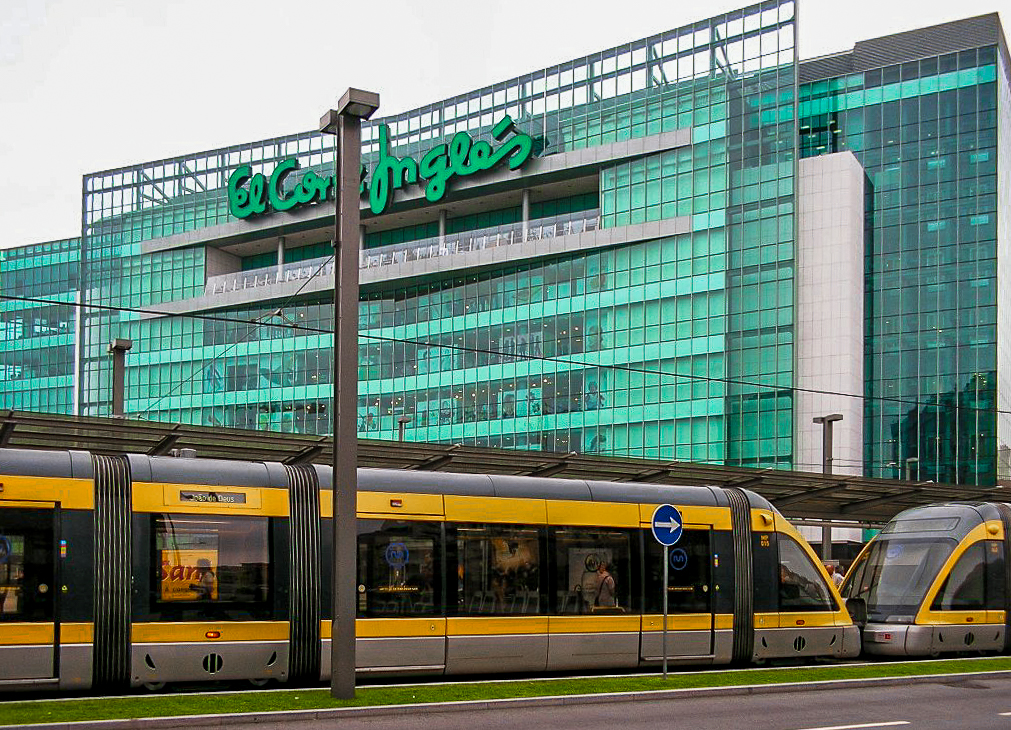
Metro na Estação João de Deus, Linha D

Em 18 de Setembro de 2005, é inaugurado o primeiro troço entre Pólo Universitário e a Câmara de Gaia, com 5,7 km de extensão. Com muita pompa e circunstância seria finalmente reaberta ao trânsito de peões e do Metro do Porto o tabuleiro superior da Ponte D. Luís, que tinha sido fechada ao trânsito rodoviário para sua conversão, sendo construída em sua substituição a Ponte do Infante.

### Prolongamento a Sul e a Norte
Três meses mais tarde, a 10 de Dezembro de 2005 seria prolongada a linha desde da Câmara de Gaia até João de Deus e ao mesmo tempo também desde a Pólo Universitário até ao Hospital de São João.

### Prolongamento a D. João II
No dia 26 de Maio de 2008 a linha D foi prolongada 715 metros a sul, até à estação D. João II. Aquela que é a 70.ª estação do sistema fica situada quase em frente à Fundação Couto, já muito próxima da Rotunda de Santo Ovídio.

### Chegada a Santo Ovídio
A extensão da linha D até à estação Santo Ovídio foi aberta em 15 de Outubro de 2011. A estação, a 81.ª do sistema e a 15ª enterrada, está situada por baixo Rotunda de Santo Ovídio. Nesta época, o tempo de viagem entre as estações terminais Hospital São João e Santo Ovídio era de 27 minutos.

### Renovação do pólo intermodal do Hospital de São João
O Metro do Porto arrancou com a empreitada de renovação do pólo intermodal do Hospital São João. Esta intervenção no términos Norte da Linha Amarela (D), um investimento na ordem dos 3 milhões de euros, envolveu a construção de um interface coberto da estação e de duas lojas Andante, uma no final da linha e outra no Pólo Universitário.
A obra obrigou ao encerramento temporário da Estação Hospital São João, até ao final de janeiro de 2022. A partir da manhã de dia 29 de agosto de 2021, a Linha Amarela D passou a ter serviço apenas até à Estação IPO. Nos cinco meses seguintes, os veículos em circulação neste eixo fizeram alternadamente términos, no extremo Norte, na Estação IPO (com uma frequência de 12 minutos em dias úteis) e na Estação Pólo Universitário (com uma frequência de 6 minutos). Este foi o modelo de operação que se manteve ao longo dos meses seguintes, até 28 de janeiro de 2022.

### Chegada a Vila d'Este
No dia 16 de Março de 2021 as obras da extensão do metro até Vila d’Este começaram.
Em Março de 2022 o Túnel entre o Viaduto de Santo Ovídeo e Manuel Leão acabou de ser escavado. Em Outubro do mesmo ano o túnel entre a estação Manuel Leão e a saída para o Hospital Santos Silva foi escavado, assim concluindo a escavação dos túneis desta obra. 
A 25 de Outubro de 2022 o Viaduto de Santo Ovídio começou a ser montado e a 22 de junho de 2023 este acaba de ser montado, demorando aproximadamente 8 meses a construir. O viaduto venceu o prémio “Portugal Steel Bridges Awards 2024”, sendo considerada a melhor infraestrutura em ferro construída no país em 2024.
A 8 de Abril de 2024 começam os ensaios e o primeiro metro circulou na extensão.  
A 28 de Junho de 2024 a extensão foi aberta ao público, acrescentando mais 3 estações á rede (Manuel Leão, Hospital Santos Silva e Vila d’Este).

## Serviços
| [1]                | 06-07h | 07-08h | 08-09h | 09-10h | 10-11h | 11-12h | 12-13h | 13-14h | 14-15h | 15-16h | 16-17h | 17-18h | 18-19h | 19-20h | 20-21h | 21-22h | 22-23h | 23-00h | 00-01h |
| ------------------ | ------ | ------ | ------ | ------ | ------ | ------ | ------ | ------ | ------ | ------ | ------ | ------ | ------ | ------ | ------ | ------ | ------ | ------ | ------ |
| Dias Úteis         | 10     | 6      | 6      | 6      | 6      | 6      | 6      | 6      | 6      | 6      | 6      | 6      | 6      | 6      | 8      | 15     | 15     | 15     | 15     |
| Sábados            | 15     | 10     | 10     | 10     | 10     | 10     | 10     | 10     | 10     | 10     | 10     | 10     | 10     | 10     | 15     | 15     | 15     | 15     | 15     |
| Domigos e Feriados | 15     | 10     | 10     | 10     | 10     | 10     | 10     | 10     | 10     | 10     | 10     | 10     | 10     | 10     | 15     | 15     | 15     | 15     | 15     |

• Tolerância de +/- 2 min. para o tempo apresentado

## Extensão e Estações
A Linha D tem atualmente uma extensão total próxima dos 12 quilómetros, e reforça o seu papel de principal eixo Norte-Sul no sistema de transportes públicos da Área Metropolitana. O tempo de percurso total entre o Hospital de S. João e Vila d'Este é de aproximadamente 33 minutos, um valor claramente imbatível face a qualquer outro modo de transporte, nesta ligação. 
A estação mais recente desta linha, a Villa d'Este, é uma estação terminal com dois cais de embarque em ambos sentidos de operação.
A estação da Trindade, de São Bento e a de Santo Ovídio serão as únicas estações onde se pode mudar de linha do metro, sendo que nas duas últimas ainda se pode fazer interface com as Estação Ferroviária de Porto-São Bento e com a futura Estação AV de Santo Ovídio, respetivamente.
Durante o mês de agosto de 2013 deu-se uma «manutenção regular no tabuleiro superior» da Ponte de D. Luís, tendo estado a Linha Amarela do Metro do Porto encerrada entre as estações General Torres e Trindade a partir das 21:30.

## Futuras Extensões

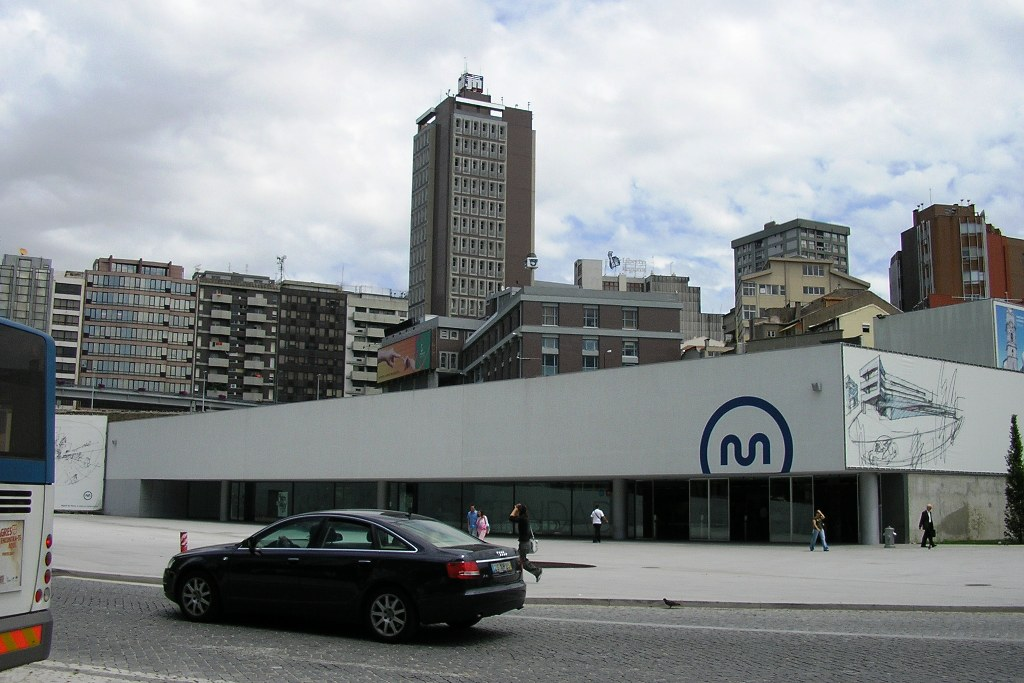
Estação da Trindade, onde a linha D faz interface com as linhas A, B, C, E e F

Está em estudo e em projeto a sua extensão:
- Entre o Hospital São João e a atual estação Aeroporto, sem data prevista para sua concretização.
- O troço desta linha, compreendido entre as estações Vila d'Este e Pólo Universitário, deverá ser ocupado também pela linha de São Mamede, projeto que não tem ainda data definida para ser concretizado.